# Forget Me Nots
Forget Me Nots è un singolo della cantante statunitense Patrice Rushen, pubblicato il 2 aprile 1982 come primo estratto dal settimo album in studio Straight from the Heart.

## Cover
Vari artisti internazionali hanno eseguito numerose cover del brano tra cui i Tongue 'n' Cheek nel 1991, i La Bouche nel 1996, Lee Ritenour nel 2006 e i Vinylshakerz nel 2007.

## Altri utilizzi
Nel 1996 George Michael fa ricorso ad un sample del brano in Fastlove contenuto nell’album  Older. Nel 1997 Will Smith campionò il ritornello del brano "I want you to remember" ("Voglio che tu ricordi") nel suo singolo Men in Black, cambiandolo in "They won't let you remember" ("Loro non ti lasceranno ricordare").